# Show Low
Show Low város az USA Arizona államában, Navajo megyében. Lakosainak száma 11 732 fő (2020. április 1.).

## Népesség
A település népességének változása:

| 2010 | 10 660 |
| 2020 | 11 732 |